# توني ليفي
توني ليفي (بالفرنسية: Tony Lévy)‏ هو مؤرخ الرياضيات فرنسي، ولد في 1943 في مصر.